# Tour de Yorkshire 2019
Il Tour de Yorkshire 2019, quinta edizione della corsa, valevole come evento dell'UCI Europe Tour 2019 categoria 2.HC, si è svolto in quattro tappe dal 2 al 5 maggio 2019 su un percorso di 624,5 km, con partenza da Doncaster e arrivo a Leeds, in Regno Unito. La vittoria è stata appannaggio del britannico Chris Lawless, che ha completato il percorso in 15h18'12" precedendo il belga Greg Van Avermaet e l'irlandese Eddie Dunbar.
Al traguardo di Leeds 93 ciclisti, sui 130 partiti da Doncaster, hanno portato a termine la competizione.

## Tappe
| Tappa  | Data     | Percorso                  | km    | Vincitore di tappa | Leader cl. generale |
| ------ | -------- | ------------------------- | ----- | ------------------ | ------------------- |
| 1ª     | 2 maggio | Doncaster > Selby         | 182,5 | Jesper Asselman    | Jesper Asselman     |
| 2ª     | 3 maggio | Barnsley > Bedale         | 132   | Rick Zabel         | Jesper Asselman     |
| 3ª     | 4 maggio | Bridlington > Scarborough | 135   | Alexander Kamp     | Chris Lawless       |
| 4ª     | 5 maggio | Halifax > Leeds           | 175   | Greg Van Avermaet  | Chris Lawless       |
| Totale | Totale   | Totale                    | 624,5 |                    |                     |

## Squadre e corridori partecipanti
| N.    | Cod. | Squadra                       |
| ----- | ---- | ----------------------------- |
| 1-7   | CPT  | CCC Team                      |
| 11-17 | INS  | Team Ineos                    |
| 21-26 | TDD  | Team Dimension Data           |
| 31-37 | COF  | Cofidis, Solutions Crédits    |
| 41-45 | TKA  | Team Katusha Alpecin          |
| 51-57 | MGT  | Madison Genesis               |
| 61-67 | TDE  | Total Direct Énergie          |
| 71-77 | RLY  | Rally UHC Cycling             |
| 81-87 | VCB  | Vital Concept-B&B Hotels      |
| 91-97 | EUS  | Euskadi Basque Country-Murias |

| N.      | Cod. | Squadra                          |
| ------- | ---- | -------------------------------- |
| 101-107 | WGN  | Team Wiggins LeCol               |
| 111-117 | HBA  | Hagens Berman Axeon              |
| 121-127 | DHB  | Canyon dhb p/b Bloor Homes       |
| 131-137 | ROC  | Roompot-Charles                  |
| 141-147 | SCB  | SwiftCarbon Pro Cycling          |
| 151-157 | RIW  | Riwal Readynez Cycling Team      |
| 161-167 | VIT  | Vitus Pro Cycling p/b Brother UK |
| 171-177 | RIB  | Ribble Pro Cycling               |
| 181-187 | GBR  | Gran Bretagna                    |

## Dettagli delle tappe

### 1ª tappa
- 2 maggio: Doncaster > Selby – 182,5 km

Risultati
| Pos. | Corridore        | Squadra       | Tempo    |
| ---- | ---------------- | ------------- | -------- |
| 1    | Jesper Asselman  | Roompot       | 4h05'45" |
| 2    | Filippo Fortin   | Cofidis       | s.t.     |
| 3    | J. Van Genechten | Vital Concept | s.t.     |

| Pos. | Corridore       | Squadra | Tempo    |
| ---- | --------------- | ------- | -------- |
| 1    | Jesper Asselman | Roompot | 4h05'34" |
| 2    | Filippo Fortin  | Cofidis | a 5"     |
| 3    | Jacob Hennessy  | Canyon  | s.t.     |

### 2ª tappa
- 3 maggio: Barnsley > Bedale – 132 km

Risultati
| Pos. | Corridore      | Squadra | Tempo    |
| ---- | -------------- | ------- | -------- |
| 1    | Rick Zabel     | Katusha | 3h09'16" |
| 2    | Boy van Poppel | Roompot | s.t.     |
| 3    | Chris Lawless  | Ineos   | s.t.     |

| Pos. | Corridore       | Squadra | Tempo    |
| ---- | --------------- | ------- | -------- |
| 1    | Jesper Asselman | Roompot | 7h14'50" |
| 2    | Rick Zabel      | Katusha | a 1"     |
| 3    | Boy van Poppel  | Roompot | a 5"     |

### 3ª tappa
- 4 maggio: Bridlington > Scarborough – 135 km

Risultati
| Pos. | Corridore         | Squadra | Tempo    |
| ---- | ----------------- | ------- | -------- |
| 1    | Alexander Kamp    | Riwal   | 3h23'24" |
| 2    | Chris Lawless     | Ineos   | s.t.     |
| 3    | Greg Van Avermaet | CCC     | s.t.     |

| Pos. | Corridore         | Squadra | Tempo     |
| ---- | ----------------- | ------- | --------- |
| 1    | Chris Lawless     | Ineos   | 10h38'15" |
| 2    | Alexander Kamp    | Riwal   | s.t.      |
| 3    | Greg Van Avermaet | CCC     | a 6"      |

### 4ª tappa
- 5 maggio: Halifax > Leeds – 175 km

Risultati
| Pos. | Corridore         | Squadra | Tempo    |
| ---- | ----------------- | ------- | -------- |
| 1    | Greg Van Avermaet | CCC     | 4h40'03" |
| 2    | Chris Lawless     | Ineos   | s.t.     |
| 3    | Eddie Dunbar      | Ineos   | a 2"     |

| Pos. | Corridore         | Squadra | Tempo     |
| ---- | ----------------- | ------- | --------- |
| 1    | Chris Lawless     | Ineos   | 15h18'12" |
| 2    | Greg Van Avermaet | CCC     | a 2"      |
| 3    | Eddie Dunbar      | Ineos   | a 11"     |

## Evoluzione delle classifiche
| Tappa              | Vincitore          | Classifica generale Maglia azzurra | Classifica a punti Maglia verde | Classifica scalatori Maglia rossa | Premio combattività Maglia grigia | Classifica a squadre |
| ------------------ | ------------------ | ---------------------------------- | ------------------------------- | --------------------------------- | --------------------------------- | -------------------- |
| 1ª                 | Jesper Asselman    | Jesper Asselman                    | Jesper Asselman                 | Jacob Hennessy                    | Daniel Bigham                     | Roompot-Charles      |
| 2ª                 | Rick Zabel         | Jesper Asselman                    | Boy van Poppel                  | Jacob Hennessy                    | Jacob Scott                       | Gran Bretagna        |
| 3ª                 | Alexander Kamp     | Chris Lawless                      | Chris Lawless                   | Robert Scott                      | John Archibald                    | Team Ineos           |
| 4ª                 | Greg Van Avermaet  | Chris Lawless                      | Chris Lawless                   | Arnaud Courteille                 | Lucas Eriksson                    | Team Ineos           |
| Classifiche finali | Classifiche finali | Chris Lawless                      | Chris Lawless                   | Arnaud Courteille                 | non assegnato                     | Team Ineos           |

## Classifiche finali

### Classifica generale - Maglia azzurra
| Pos. | Corridore          | Squadra     | Tempo     |
| ---- | ------------------ | ----------- | --------- |
| 1    | Chris Lawless      | Ineos       | 15h18'12" |
| 2    | Greg Van Avermaet  | CCC         | a 2"      |
| 3    | Eddie Dunbar       | Ineos       | a 11"     |
| 4    | Alexander Kamp     | Riwal       | a 15"     |
| 5    | James Shaw         | SwiftCarbon | a 25"     |
| 6    | Matthew Holmes     | Madison     | s.t.      |
| 7    | Tom-Jelte Slagter  | Dimension   | s.t.      |
| 8    | Scott Thwaites     | Vitus       | a 28"     |
| 9    | Connor Swift       | Madison     | s.t.      |
| 10   | Nick van der Lijke | Roompot     | s.t.      |

### Classifica a punti - Maglia verde
| Pos. | Corridore         | Squadra | Punti |
| ---- | ----------------- | ------- | ----- |
| 1    | Chris Lawless     | Ineos   | 35    |
| 2    | Greg Van Avermaet | CCC     | 24    |
| 3    | Alexander Kamp    | Riwal   | 19    |
| 4    | Jesper Asselman   | Roompot | 16    |
| 5    | Rick Zabel        | Katusha | 16    |

### Classifica scalatori - Maglia rossa
| Pos. | Corridore         | Squadra       | Punti |
| ---- | ----------------- | ------------- | ----- |
| 1    | Arnaud Courteille | Vital Concept | 18    |
| 2    | Robert Scott      | Team Wiggins  | 12    |
| 3    | Jacob Scott       | SwiftCarbon   | 8     |
| 4    | John Archibald    | Ribble        | 5     |
| 5    | Matthew Holmes    | Madison       | 4     |

### Classifica a squadre
| Pos. | Squadra                     | Tempo     |
| ---- | --------------------------- | --------- |
| 1    | Team Ineos                  | 45h55'38" |
| 2    | Riwal Readynez Cycling Team | a 2'17"   |
| 3    | CCC Team                    | a 4'22"   |
| 4    | Roompot-Charles             | a 6'32"   |
| 5    | Team Wiggins LeCol          | a 6'54"   |